# Studio illegale (film)
(Tagline del film)
Studio illegale è un film del 2013 diretto da Umberto Carteni. La pellicola è tratta dall'omonimo romanzo di Federico Baccomo.

## Trama
L'avvocato Andrea Campi, pur di fare carriera, trascura la sua vita sociale, dimenticandosi spesso sia della fidanzata che degli amici. Le sue ripetitive giornate lavorative vengono però sconvolte da un impegnativo incarico assegnatogli dal suo capo, che lo mette faccia a faccia con l'avvocata Emilie Chomand, di cui Andrea si innamora immediatamente.

## Produzione
Le riprese del film si sono svolte nelle città di Milano, Torino, Parigi e Dubai dal 5 settembre al 29 ottobre 2011.

## Promozione
Il trailer ufficiale del film uscì per la prima volta sul web l'8 gennaio 2013.

## Distribuzione
Il 5 febbraio 2013 il film è stato presentato alla stampa in una conferenza a cui hanno partecipato, tra gli altri, Fabio Volo e Zoé Félix. Il 7 febbraio il film viene distribuito in tutti i cinema italiani.